# Fosston
Fosston är en ort i Polk County i Minnesota. Vid 2010 års folkräkning hade Fosston 1 527 invånare.